# Association of Tennis Professionals
Pour les articles homonymes, voir ATP.
L'Association of Tennis Professionals (ATP) est créée en septembre 1972 par les joueurs de tennis Donald Dell, Jack Kramer et Cliff Drysdale dans le but de défendre les intérêts des joueurs de tennis professionnels masculins. En 1973, elle met en place le classement des joueurs professionnels, souvent nommé Classement ATP.
Depuis 1990, l'association organise le circuit mondial des tournois de tennis pour hommes, en remplacement des tournois précédemment connus sous le nom de Grand Prix tennis circuit et World Championship Tennis (WCT). Le nom du circuit est alors lié au nom de l'organisation. De 1990 à 2000, l’organisation s'appelait ATP Tour, elle est renommée en 2001 simplement ATP et c'est le circuit qui prend alors le nom de ATP Tour.
Le siège mondial de l'ATP se trouve à Londres, au Royaume-Uni. ATP Americas est basé à Ponte Vedra Beach, aux États-Unis ; le siège d'ATP Europe est à Monaco et ATP International, qui couvre l'Afrique, l'Asie et l'Australasie, est basé à Sydney, en Australie.
La Women's Tennis Association (WTA) est l'organisation homologue pour le tennis professionnel féminin.